# 2159, la fin des temps troublés
2159, la fin des temps troublés est le seizième roman de la série Les Conquérants de l'impossible écrite par Philippe Ébly. Ce roman est paru pour la première fois en 1985 chez Hachette dans la collection Bibliothèque verte. 

## Résumé
Serge, Xolotl, Thibaut, et Souhi sont de retour dans un futur retombé dans la barbarie, pour retrouver en 2159 un émissaire du futur - un envoyé de l'an 4203 venu aider en toute discrétion à la renaissance de la civilisation.

## Les différentes éditions
- 1985 : Hachette, coll. : Bibliothèque verte, cartonné (série au dos hachuré), texte original. Illustrations d'Arias-Crespo. 159 p.  (ISBN 2-01-009816-1)
- 1988 : Hachette, Bibliothèque verte, no 103, poche souple, texte original. Illustrations d'Angel Arias-Crespo, 155 p.  (ISBN 2-01-013711-6) Texte sur Gallica